# Demiansk
Demiansk (en russe : Демянск) est une commune urbaine de l'oblast de Novgorod, en Russie, et le centre administratif du raïon Demianski. Sa population s'élevait à 5 040 habitants en 2013.

## Géographie
Demiansk est arrosée par la rivière Iavon et se trouve à 120 km au sud-est de Novgorod.

## Histoire
Les premières données de l'existence de Demiansk remontent à 1406. Entre 1824 et 1927, Demiansk fut un centre d'ouïezd. Lorsque la ville fut occupée par l'armée allemande en 1941, Demiansk comptait 19 000 habitants. Du 8 février au 1er mai 1942 se déroula la bataille de Demiansk entre des forces allemandes encerclées et l'Armée rouge. La localité fut entièrement détruite durant la bataille. La ville fut libérée par les Soviétiques le 1er mars 1943.

## Population
Recensements (*) ou estimations de la population
| 1897* | 1939* | 1959* | 1970* | 1979* |
| ----- | ----- | ----- | ----- | ----- |
| 1 648 | 2 441 | 3 752 | 4 319 | 5 158 |

| 1989* | 2002* | 2010* | 2012  | 2013  |
| ----- | ----- | ----- | ----- | ----- |
| 5 999 | 5 825 | 5 365 | 5 150 | 5 040 |